# La Chapelle-Bertrand
La Chapelle-Bertrand – miejscowość i gmina we Francji, w regionie Nowa Akwitania, w departamencie Deux-Sèvres.
Według danych na rok 1990 gminę zamieszkiwały 404 osoby, a gęstość zaludnienia wynosiła 21 osób/km² (wśród 1467 gmin regionu Poitou-Charentes La Chapelle-Bertrand plasuje się na 623. miejscu pod względem liczby ludności, natomiast pod względem powierzchni na miejscu 421.).